# Monika Feldmann
Monika Feldmann (* 5. Mai 1951 in Frankfurt am Main) ist eine ehemalige deutsche Eiskunstläuferin und Deutsche Meisterin 1967 und 1968 bei den Damen.
Sie repräsentierte den Frankfurter Rollsport und Eis Club. Sie nahm 1968 an den Olympischen Winterspielen teil und wurde dort 10.

## Erfolge/Ergebnisse
| Wettbewerb/Wintersaison  | 1966 | 1967 | 1968 |
| ------------------------ | ---- | ---- | ---- |
| Olympische Winterspiele  | -    | -    | 10.  |
| Weltmeisterschaften      | -    | 11.  | 11.  |
| Europameisterschaften    | -    | 6.   | 8.   |
| Deutsche Meisterschaften | 2.   | 1.   | 1.   |